# Pierre-François Olivier de Vézin
Pierre-François Olivier de Vézin (aussi Vésin et Vézain) (28 avril 1707 - 16 décembre 1776) était un maître de forges canadien et officier de route en Louisiane.

## Carrière
De Vézin et deux anciens partenaires du moulin sont convenus de collaborer, et reçu l'approbation royale en 1736. La société a été créée le 16 octobre 1736 avec un total de cinq partenaires, qui ont officiellement signé les papiers portant à la création de la société et de la société pour l'Exploitation des Mines de fer le 11 février 1737.
Bien qu'ayant des relations amicales avec les fonctionnaires coloniaux, les projets n'ont pas progressé en douceur et a dépassé le budget. L'Intendant, Gilles Hocquart mit en doute la compétence de Vézin, un doute qui se justifiait : De Vézin avait masqué une erreur concernant le flux utilisé dans les forges. Le fourneau des forges a dû être allumé tout d'abord en août 1738, et ce même mois, De Vézin est devenu directeur de la compagnie. L'année suivante, il a fait venir des ouvriers qualifiés de France notamment de Champagne et de Bourgogne, ainsi que son frère, Sieur Darmeville. Elle a été suivie de violentes altercations entre De Vézin et ses partenaires qui le blâment pour le manque de profit dans les Forges et la mauvaise volonté des ouvriers.
Avec la faillite rapide approchant, De Vézin a démissionné le 13 octobre 1740 et retourne immédiatement en France. Dans une lettre au roi, datée du 13 mars 1742, De Vézin s'est offert à regagner les Forges Saint-Maurice. Le roi a recommandé que De Vézin devienne plutôt officier de route dans la Louisiane. Insatisfait de cette position, de Vézin alla en Louisiane, où il a tenté en vain d'exploiter une mine de fer. Il est probablement décédé en France.

## Hommage
La rue principale d'Aingoulaincourt, son village de naissance en Haute-Marne, porte son nom.